# Revolverska tokarilica
Revolverska tokarilica služi u serijskoj proizvodnji za kompletnu obradu izratka u jednom zahvatu. Naziv su dobile po osebujnom nosaču alata: revolverskoj glavi. Revolverska glava može prihvatiti veći broja alata, koji u jednom zahvatu izvrše sve potrebne operacije obrade. Pri tome se pojedini rezni alati ili slogovi alata uključuju jedan za drugim u strojnu obradu. Danas se sve više zamjenjuju CNC tokarilicama. 

## Tokarilica
Tokarilica ili tokarski stroj je alatni stroj za strojnu obradu odvajanjem čestica, pomoću kojih se rezanjem obrađuju i izrađuju dijelovi okruglog (rotacijskog) oblika. Tokarenjem se mogu obraditi okrugle plohe s vanjske i unutarnje strane. Osim operacije tokarenja na tokarilicama se mogu vršiti i operacije ljuštenja, istokarivanja, bušenja, izbušivanja, upuštanja, razvrtanja, rezanja vanjskih i unutarnjih navoja, vrtloženja i ljuštenja vanjskih i unutarnjih navoja. Pri uzdužnom, poprečnom i koničnom tokarenju izradak se okreće a oštrica se tokarskog noža posmično kreće pravcem koji je paralelan, okomit ili nagnut prema osi vrtnje izratka. Pri kuglastom tokarenju oštrica tokarskog noža kreće se u posmičnom kretanju po kružnici oko osi koja prolazi središtem kugle. Pri krivuljastom tokarenju oštrica tokarskog noža slijedi u posmičnom kretanju neku krivulju.
Tokarilica se nekoć pokretala ručno, s pomoću vodenoga kola ili parnoga stapnoga stroja, a danas se redovito pogoni elektromotorom. Osnovni dijelovi su joj: 
- glavno navojno vreteno s mehaničkim prijenosom te glavnim i posmičnim pogonom smještenima u kućištu (vretenište) i s uređajem za stezanje obratka (stezna glava, razgovorno amerikaner);
- saonice koje kližu vodilicama duž obratka, a na sebi nose takozvani suport s nosačem alata (na primjer stega ili revolverska glava), koji je pomičan poprječno ili uzdužno u odnosu na obradak;
- posmični prigoni saonica, odnosno suporta;
- konjić, u koji se umeće šiljak za pridržavanje vitkih obradaka ili alat za bušenje, upuštanje ili razvrtanje;
- postolje (postelja ili krevet) s vodilicima po kojima se kreću saonice i konjić.[2]